# Vorgasor
Vorgasor (oroszul: Воргашор, komi nyelven Вöргашор) városi jellegű település Oroszországban, Komiföldön, Vorkuta mellett. Önkormányzati szempontból Vorkuta városi körzethez tartozik. 
Lakossága: 12 044 fő (a 2010. évi népszámláláskor).
Korábbi geológiai, geodéziai kutatások eredményeként 1938-ban kezdődött a Vorkuta környéki gazdag szénlelőhelyek kiaknázása. A közeli szénbányák a város mellett egy képzeletbeli ellipszis alakban helyezkednek el, üzemeltetésükre a bányák mellett kisebb települések jött létre. Az ún. „vorkutai gyűrű”-n fekvő bányásztelepüléseket közút és rendszeres autóbuszjárat köti össze egymással és Vorkutával.
Az egyik lelőhely mellett 1950-ben keletkezett Vorgasor és idővel a bányásztelepülések központja lett. 1956-ban, az azonos nevű patakról kapta nevét. A folyónév jelentése komi nyelven: „vorga” – 'meder', „sor” – 'kiszáradó patak'. 
Az 1980-as években Komszomolszkij néven várossá akarták nyilvánítani, a széntermelés jelentőségének visszaszorulásával azonban fejlődése megállt, a környező bányásztelepülésekhez hasonlóan lakossága csökkenni kezdett. 
Vezető iparvállalata (Sahta „Vorgasorszkaja”) a pecsorai szénmedence itteni legnagyobb szénbányájának kitermelésével foglalkozott. A bányát 1964-ben kezdték kiépíteni, és 1975-ben indult meg a folyamatos kitermelés. Idővel a szénmedence egyik legkorszerűbb szénbányája lett. 2012-ben a település legfontosabb iparvállalata önálló jogi személyként megszűnt, a Vorkutaugol Rt része lett. A bánya a részvénytársaság szervezeti keretei között folytatja tevékenységét.